# Xbox Cloud Gaming

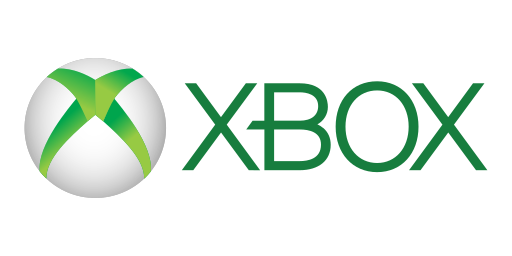
Xbox Cloud Gaming

Xbox Cloud Gaming (раніше відомий як Project xCloud)— це хмарний ігровий сервіс Xbox від Microsoft. Випущена в бета-тестуванні в листопаді 2019 року, згодом запущена для абонентів Xbox Game Pass Ultimate 15 вересня 2020 року. Хмарні ігри Xbox Game Pass надаються абонентам Ultimate без додаткових витрат.

## Розвиток
Microsoft представила послугу на E3 2018 і офіційно оголосила про проект xCloud через кілька місяців, у жовтні 2018. Вони продемонстрували послугу в березні 2019 року за допомогою гоночної гри Forza Horizon 4, що випущена на смартфони Android з контролером Xbox One. Голова Xbox Філ Спенсер у цей час використовував приватний сервер для тестування ігор на віддаленому з'єднанні. Сервіс вступив у фазу тестування у травні 2019 року, коли його можна було використовувати поза лабораторним середовищем. Він став доступним для публічного тестування пізніше цього року і був представлений на E3 2019. Microsoft заявила, що бібліотека Xbox зробить послугу більш привабливою, ніж конкуренти, такі як Stadia. Апаратне забезпечення під час запуску використовувало блейд-сервери на базі Xbox One S, але очікується, що воно перейде на сервери на базі Xbox серії X Спочатку кожен сервер мав чотири налаштовані блоки на базі Xbox One S для тизера 2018 року, але їх кількість подвоєли до восьми на сервер у корпусі 2U для запуску служби в 2019 році. Порівняно зі стандартним Xbox One S, споживання енергії було зменшено на 30% завдяки специфічним налаштуванням потужності процесора. Для відео встановлено значення 120 Гц для зменшення затримки.
Microsoft заявила, що бібліотека Xbox зробить послугу більш привабливою, ніж конкуренти, такі як Stadia .  Апаратне забезпечення під час запуску використовувало блейд-сервери на базі Xbox One S, але очікується, що воно перейде на сервери на базі Xbox серії X Спочатку кожен сервер мав чотири налаштовані блоки на базі Xbox One S для тизера 2018 року, але їх кількість подвоєли до восьми на сервер у корпусі 2U для запуску служби в 2019 році. Порівняно зі стандартним Xbox One S, споживання енергії було зменшено на 30% завдяки специфічним налаштуванням потужності процесора. Для відео встановлено значення 120 Гц для зменшення затримки.
Випробування сервісу розпочалися в жовтні 2019 року, а станом на листопад 2019 року служба пропонувала вже 50 ігор із підтримкою тестування мобільних пристроїв iOS від Apple Inc. та контролерів DualShock від Sony Interactive Entertainment.
12 лютого 2020 року в мобільній операційній системі Apple у попередній версії стартував проект xCloud.
5 травня 2020 року проект xCloud прибув до Іспанії з попереднім переглядом (Відео в прямому ефірі).
Microsoft випустила Xbox Cloud Gaming у 21 країні Північної Америки та Європи, а також у Південній Кореї 15 вересня 2020 року для деяких пристроїв Android, з підтримкою більше 150 ігор на момент запуску.
Вимоги до швидкості Інтернету для послуги Xbox Cloud Gaming такі:
|                     | Необхідний мінімум        | Оптимальна частота  |
| ------------------- | ------------------------- | ------------------- |
| Пропускна здатність | принаймні 4,75 Мбіт/с     | 9 або більше Мбіт/с |
| Латентність         | менше або дорівнює 125 мс | нижче 60 мс         |

## Доступність

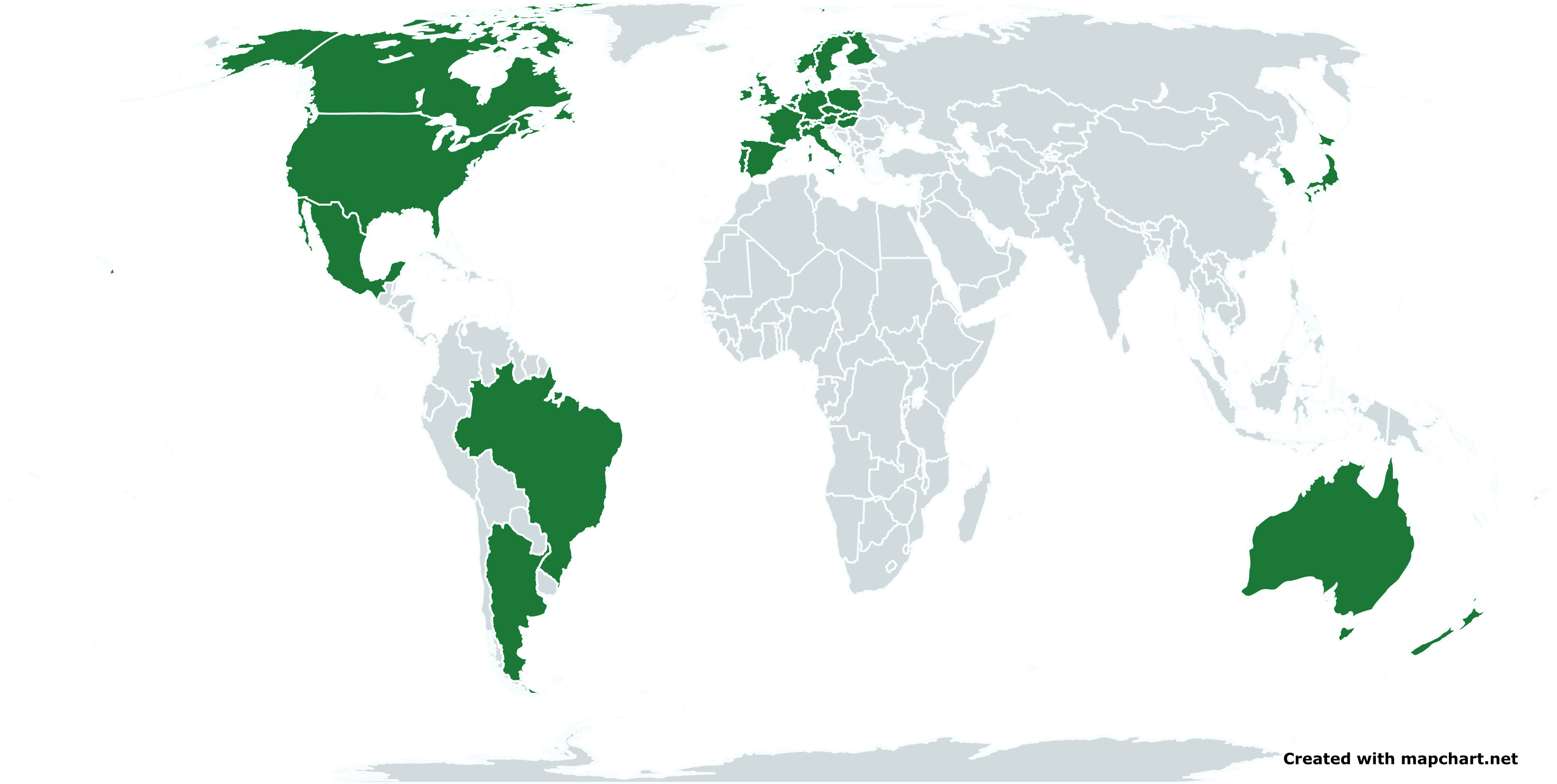
Країни, де доступний Xbox Cloud Gaming (грудень 2023 року)

Хмарні ігри доступні у таких 28 країнах: Аргентина, Австралія, Австрія, Бельгія, Бразилія, Канада, Чехія, Данія, Фінляндія, Франція, Німеччина, Угорщина, Ірландія, Індія, Італія, Корея, Мексика, Нідерланди, Нова Зеландія, Норвегія, Польща, Португалія, Словаччина, Іспанія, Швеція, Швейцарія, Японія,Велика Британія та США. До 2020 року Microsoft планує з часом додати більше країн. З листопада 2020 року Microsoft почала отримувати запити від користувачів для участі в попередньому тестуванні.

## Ігри
Зворотна сумісність Xbox Series X дозволяє xCloud зберігати існуючу бібліотеку ігор Xbox, одночасно додаючи нові ігри з Xbox Series X. Бібліотека Xbox Game Pass наразі містить 264 ігор з підтримкою хмарного геймінгу. Список включає Halo: The Master Chief Collection, Destiny 2, Forza Horizon 4, The Outer Worlds та Yakuza Kiwami 2.
Microsoft представила підтримку хмарної гри для вибраних оригінальних заголовків Xbox та Xbox 360, використовуючи програму зворотної сумісності, починаючи з березня 2021 року з 16 титулами. Гравці можуть користуватися хмарними іграми, якщо вони використовували цю послугу як частину Xbox Live Gold. Деякі ігри також підтримують офіційний сенсорний контроль під час відтворення на мобільних пристроях.

## Враження
Сервіс отримав загалом позитивні початкові враження від рецензентів. Відтворення через з'єднання T-Mobile LTE зі швидкістю завантаження всього 25 Мбіт / с. Навіть під час гри в автобусі та поїзді, що рухався, не було помітно втрачено якість зображення.
Рецензенти також повідомили, що запуск ігор на телефоні стає швидшим, оскільки ігри працюють на більш потужних віддалених серверах, а не на жорсткому диску на консолі. Час завантаження також зведено до мінімуму та ближче до ігрового досвіду на ПК.

## Апаратне забезпечення

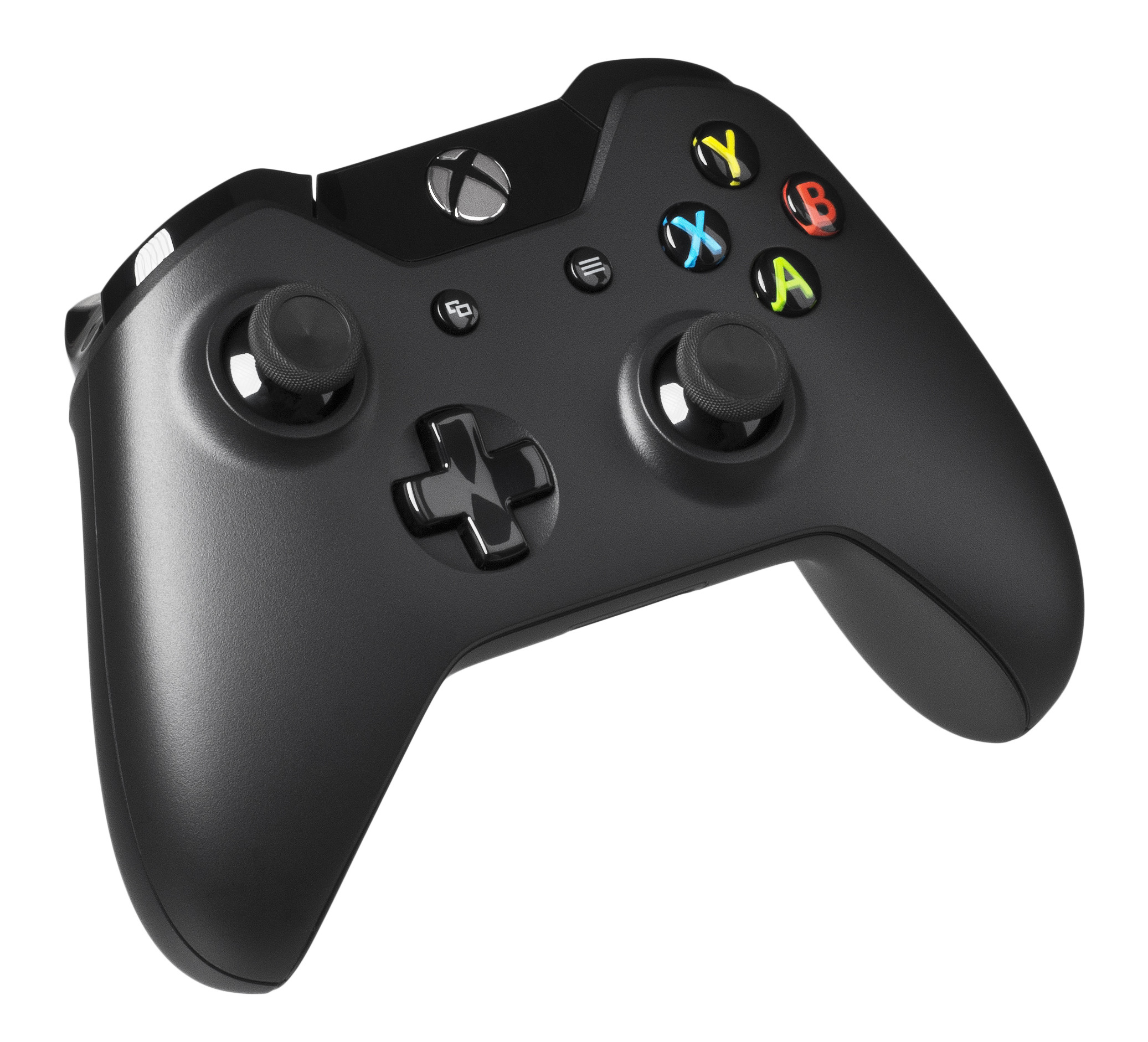
Xbox Cloud Gaming працює за допомогою бездротового контролера Xbox

Послуга призначена для роботи з телефонами з сенсорним екраном, або контролером Xbox. Вона працює через Azure, хмарних обчислювальних центрів від Microsoft, розміщених в 140 країнах світу.  Microsoft планує оновити свої блейд-сервери на більш потужні Xbox Series X у 2021 році.

### Мобільні пристрої

#### Android
Xbox Cloud Gaming працює з будь-яким телефоном або планшетом Android, який має принаймні Android 6.0 та Bluetooth 4.0. Прикладами підтримуваних пристроїв є Samsung Galaxy Tab S5e, OnePlus 8 і Galaxy S20 Ultra .
У березні 2021 року Microsoft випустила оновлення для клієнта Android Xbox Cloud Gaming, яке дозволяє пристроям з подвійним екраном, таким як Surface Duo, використовувати другий екран для розміщення сенсорних елементів керування. Кілька таких ігор, як Minecraft Dungeons та New Super Lucky's Tale, підтримують спеціальний геймпад на другому екрані.
Деякі ігри, такі як Gears 5, підтримують управління рухом за допомогою вбудованого в пристрій гіроскопа та забезпечують спеціальну схему управління під час використання режиму геймпада.
Хоча Microsoft планувала випустити xCloud для пристроїв iOS, компанія припинила тестування iOS у серпні 2020 року, стверджуючи, що політики в Apple App Store обмежують функціональність, яку вони можуть надати для послуги. Apple пояснила, що хмарні потокові сервіси, такі як xCloud, дозволяють Microsoft випускати ігри на платформу iOS, які обходять звичайні перевірки, які Apple виконує для інших програм, і, отже, відмовилася дозволити додаток на платформі.
Microsoft запропонувала в жовтні 2020 року, що на роботу навколо обмеження Apple, це може привести до xCloud прошивкою як на основі браузера веб— додаток, яке не було б його зміст обмежена обмеженнями App Store. Пізніше компанія оголосила, що використовуватиме цей підхід для передачі браузерної версії хмарної ігрової послуги як до персональних комп'ютерів, так і до пристроїв iOS, яка буде випущена десь до другого кварталу 2021 року 20 квітня 2021р. Розпочався бета-тест для запрошення лише на запрошення.
Microsoft оголосила, що послуга буде доступна для комп'ютерів з Windows 10 через вебпрограму браузера на початку 2021 року. Бета-тестування лише за запрошеннями розпочато разом із бета-тестом iOS 20 квітня 2021р. Спенсер також заявив, що корпорація Майкрософт розглядає можливість залучення послуги до смарт-телевізорів та потокових пристроїв .